# Praying with Anger
Praying with Anger é um filme de 1992, do gênero comédia dramática, dirigido por M. Night Shyamalan.
É o filme de estreia do diretor, que também estrelou o filme, aos 22 anos de idade. Foi ambientado em Madras, na Índia, oferecendo uma visão da vida contemporânea diferente do que é mostrado na maioria dos filmes ambientados na Índia moderna.

## Elenco
- M. Night Shyamalan....Dev Raman
- Mike Muthu....Sanjay
- Richa Ahuja....Rupal Mohan
- Sushma Ahuja....senhora Mohan